# 拉什米卡·曼丹娜
拉什米卡·曼丹娜（英語：Rashmika Mandanna，1996年4月5日—），印度女演員，主要出演泰盧固語及印地語電影，已獲得南印度國際電影獎及南印度電影觀眾獎等獎項。她是南印度的高收入女演員，並入選《富比士印度》2024年「30位30歲以下精英榜」榜單。
曼丹娜短暫從事模特兒後，憑藉卡納達電影《尖叫派對》（2016年）在演藝圈出道，並憑藉《安賈尼之子》和《查馬克》（均2017年）獲得了進一步的商業成功。她憑藉《恰露》（2018年）在泰盧固電影中首次亮相，並憑藉《追爱之旅》（2018年）取得事業突破，更因《追爱之旅》獲得印度電影觀眾評論獎最佳泰盧固女主角。之後，她出演了票房大片《普什帕：崛起》（2021年）及《普什帕：裁决》（2024年）；也開始進軍印地語電影界，知名作品如《獸性狂徒》（2023年）與《幼獅王朝》（2025年）。曼丹娜除了演戲之外，還擔任多項品牌及產品的大使。

## 早年
拉什米卡·曼丹娜1996年4月5日出生於卡纳塔克邦果達古縣维拉杰佩特的科達瓦印度教家庭，父母分別名為蘇曼（Suman）與馬丹·曼丹娜（Madan Mandanna）。父親在家鄉擁有一家咖啡莊園和一家會場，母親是家庭主婦。曼丹娜會身兼母職般照顧妹妹希曼（Shiman）。小時候，家裡經濟困難，連找房子和付房租都很困難；據曼丹娜所述，父母無力給自己買玩具，這段經歷一直影響著她對金錢的觀念。
曼丹娜在戈尼科普帕尔的寄宿學校——庫格公立學校（Coorg Public School）念書。此時期的她有著溝通困難的問題，自己常常被誤解，導致很難與同齡人交朋友。母親對曼丹娜的人生受益良多，她將母親稱為「我最大的力量」。
曼丹娜在班加羅爾的拉邁亞理工學院攻讀心理學、新聞學與英語文學學士學位。2014年，曼丹娜榮獲《印度時報》「可伶可俐面孔」獎，該獎項旨在表彰最有潛力在未來獲得成功之人；阿克夏·庫馬擔任她的頒獎人。曼丹娜為此被任命為可伶可俐的品牌大使。隨後，她自認會更容易進入演藝圈，曾短暫從事模特兒當跳板。父親因她缺乏自信的個性，起初對女兒從事演藝事業猶豫不決，但最終選擇讓步。

## 私生活
曼丹娜在拍攝卡納達電影《尖叫派對》（2016年）期間，開始與搭檔拉希特·謝提交往；兩人於2017年7月3日在曼丹娜的家鄉维拉杰佩特的一場私人聚會上宣布訂婚。2018年9月，兩人以相處不融洽為由解除了訂婚。

## 外部連結
- 拉什米卡·曼丹娜在互联网电影资料库（IMDb）上的資料（英文）